# Plataspidae
Plataspidae, también conocida como "Plataspididae", en violación del código internacional de nomenclatura zoológica (ICZN), Article 29.5, es una familia de heterópteros del Viejo Mundo. Recientemente una especie, Megacopta cribraria, ha sido introducida accidentalmente y se ha establecido en el sudeste de los Estados Unidos, donde se ha convertido en plaga de los cultivos de soja.
Tienen apariencia de escarabajos. El escutelo cubre el abdomen completamente. Las alas son muy largas. Se mantienen plegadas bajo el escutelo. Miden de 2 a 20 mm. Son herbívoros. Algunos se alimentan de hongos.

## Géneros
- Aphanopneuma
- Arefbea
- Bozius
- Brachyplatys
- Calacta
- Cantharodes
- Capuronia
- Catabrachyplatys
- Caternaultiella
- Ceratocoris
- Chinacoris
- Chinanops
- Codronchus
- Coptosoma
- Coptosomoides
- Cratoplatys
- Cronion
- Elapheozygum
- Emparka
- Erythrosomaspis
- Fieberisca
- Glarocoris
- Handlirschiella
- Hemitrochostoma
- Heterocrates
- Isoplatys
- Kuhlgatzia
- Libyaspis
- Livingstonisca
- Madegaschia
- Megacopta
- Merinjakia
- Montandoneus
- Montandonistella
- Neobozius
- Neocratoplatys
- Neotiarocoris
- Niamia
- Oncylaspis
- Oscula
- Paracopta
- Pelioderma
- Phyllomegacopta
- Ponsila
- Ponsilasia
- Probaenops
- Pseudoponsila
- Psocotoma
- Schizometopus
- Scleropelta
- Severiniella
- Spathocrates
- Tarichea
- Tetrisia
- Teuthocoris
- Thyreoprana
- Tiarocoris
- Tropidotylus
- Vetora
- Vigetus